# Äussere Matt
Äussere Matt (toponimo tedesco) è una frazione del comune svizzero di Sankt Niklaus, nel Canton Vallese (distretto di Visp). Già comune autonomo, nel 1820 è stato accorpato all'altro comune soppresso di Innere Matt per formare il nuovo comune di Sankt Niklaus Matt, il quale a sua volta nel 1866 è stato accorpato all'altro comune soppresso di Sankt Niklaus Dorf per formare il nuovo comune di Sankt Niklaus.